# Karang Endah (Merapi Barat)
Karang Endah is een bestuurslaag in het regentschap Lahat van de provincie Zuid-Sumatra, Indonesië. Karang Endah telt 575 inwoners (volkstelling 2010).